# The Love Bug

《the Love Bug》는 일본의 가수 m-flo와 대한민국 여자 가수 보아가 일본에서 발매한 듀엣 싱글이다. m-flo의 통산 16번째 싱글이며 m-flo loves Who? 시리즈의 제3탄으로 m-flo loves BoA 명의로 발매되었다.

## 설명
- 이 싱글에 미수록된 the Love Bug의 Instrumental 버전은 아날로그판에 수록되고 있다.
- 베이스라인은 Sylvia Striplin의 앨범 「 Give Me Your Love 」의 타이틀곡을 인용하고 있다.
- m-flo의 ASTROMANTIC 앨범에도 수록되었고, 보아의 일본 베스트 앨범 BEST OF SOUL의 DVD에 PV가 수록되었다.

## 수록곡
1. the Love Bug
2. the Love Bug(Big Bug NYC Remix)
3. the Love Bug(covered by BAGDAD CAFE THE trench town)
4. the Love Bug (Instumental)  (LP판 보너스트랙)

## 차트 기록
* 오리콘 차트를 기준으로 하였다.
- 첫 위클리 순위: #8

틀:M-flo